# Lijst van burgemeesters van Ohé en Laak
Dit is een lijst van burgemeesters van de voormalige Nederlandse gemeente Ohé en Laak tot die gemeente op 1 januari 1991 opging in de gemeente Maasbracht.
| Ambtsperiode | Naam burgemeester       | Partij of stroming | Bijzonderheden                                                                                     |
| ------------ | ----------------------- | ------------------ | -------------------------------------------------------------------------------------------------- |
| 18?? - 18??  | ?                       |                    | |
| 18?? - 18??  | J. Majolée              |                    | |
| 18?? - 1857  | W. van Laer             |                    | |
| 1857 - 1907  | Ph. Beunen              |                    | |
| 1907 - 1924  | J.H.J. Galiart          |                    | |
| 1924 - 1931  | J.J. Indemans           |                    | |
| 1931 - 1941  | P.J.H. Minkenberg       |                    | tevens burgemeester van Stevensweert (sinds 1927)                                                  |
| 1941 - 1944  | Albert (A.) den Rooyen  |                    | waarnemend; tevens waarnemend burgemeester van Stevensweert en burgemeester van Echt               |
| 1945 - 1947  | P.J.H. Minkenberg       |                    | tevens burgemeester van Stevensweert, later burgemeester van Beek                                  |
| 1947 - 1974  | W.J. Kelleners          |                    | tevens burgemeester van Stevensweert                                                               |
| 1974 - 1986  | Bert (E.A.) Mooren      | KVP / CDA          | tevens burgemeester van Stevensweert, later burgemeester van Arcen en Velden                       |
| 1986 - 1991? | Emile (A.L.E.) Wagemans | CDA                | waarnemend; tevens waarnemend burgemeester van Stevensweert, eerder burgemeester van Munstergeleen |